# Massimo Podenzana
Massimo Podenzana (La Spezia, 29 juli 1961) is een voormalig Italiaans wielrenner. In 1993 en 1994 werd hij Italiaans kampioen op de weg. Podenzana won in 1996 een etappe in de Ronde van Frankrijk.

## Belangrijkste overwinningen
1988
- 4e etappe deel A Giro d'Italia

1993
- Italiaans kampioen op de weg, Elite
- GP Città di Camaiore

1994
- Italiaans kampioen op de weg, Elite

- Trofeo Melinda

1995
- Ronde van Toscane

1996
- 15e etappe Tour de France

## Resultaten in voornaamste wedstrijden
| Jaar | Ronde van Italië | Ronde van Frankrijk | Ronde van Spanje |
| ---- | ---------------- | ------------------- | ---------------- |
| 1987 | opgave           |                     |                  |
| 1988 | 41e (1)          |                     |                  |
| 1989 | opgave           |                     |                  |
| 1990 | 37e              |                     |                  |
| 1991 | 52e              |                     |                  |
| 1992 | 79e              |                     |                  |
| 1993 | 53e              |                     | 74e              |
| 1994 | 7e               |                     | 29e              |
| 1995 | opgave           | 26e                 |                  |
| 1996 |                  | 61e (1)             |                  |
| 1997 | 17e              | 24e                 |                  |
| 1998 | 11e              | 37e                 |                  |
| 1999 | opgave           |                     |                  |
| 2000 |                  | 73e                 |                  |

| Jaar | Milaan-San Remo | Luik-Bast.‑Luik | Ronde van Lombardije | Waalse Pijl | Clásica San Sebastián | Rund um den Henninger-Turm |  | WK op de weg |
| ---- | --------------- | --------------- | -------------------- | ----------- | --------------------- | -------------------------- |  | ------------ |
| 1987 |                 |                 |                      |             |                       |                            |  |              |
| 1988 |                 |                 |                      |             |                       |                            |  |              |
| 1989 |                 |                 |                      |             |                       |                            |  |              |
| 1990 | 64e             |                 |                      |             |                       |                            |  |              |
| 1991 | 119e            |                 |                      |             |                       |                            |  |              |
| 1992 | 147e            |                 | 40e                  |             |                       |                            |  |              |
| 1993 |                 |                 | 8e                   |             |                       |                            |  | 31e          |
| 1994 | 55e             |                 |                      |             |                       |                            |  |              |
| 1995 | 59e             |                 |                      | 15e         | 27e                   | ↑                          |  |              |
| 1996 | 134e            |                 |                      | 53e         | ↑                     |                            |  |              |
| 1997 |                 |                 |                      |             | 39e                   |                            |  |              |
| 1998 |                 | 99e             |                      |             |                       |                            |  |              |
| 1999 |                 |                 |                      |             | 134e                  |                            |  |              |
| 2000 |                 |                 |                      |             |                       |                            |  |              |